# 1908 en sport

## Automobile
- 7 juillet : troisième édition du Grand Prix de France à Dieppe. Le pilote allemand Christian Lautenschlager s'impose sur une Mercedes.

## Baseball
- 23 septembre : « incident Merkle ». Au cours d'un match opposant les Giants de New York aux Cubs de Chicago, le jeune Fred Merkle commet une erreur fameuse qui coûta la victoire à son équipe des Giants.
- 14 octobre :  les Cubs de Chicago remportent la Série mondiale face aux Tigers de Detroit par quatre victoires pour une défaite. Plus d'un siècle plus tard, les Cubs n'ont toujours pas remporté d'autre Série mondiale.

## Boxe
- 26 décembre : Jack Johnson devient le premier champion du monde à la peau noire à la suite d'un combat face à Tommy Burns à Sydney (Australie).

## Cricket
- Le Yorkshire est champion d’Angleterre.
- Victoria gagne le championnat australien, le Sheffield Shield.

## Cyclisme
- Le Belge Cyrille Van Hauwaert s'impose dans le Paris-Roubaix.
- Tour de France (13 juillet au 9 août) : Lucien Petit-Breton remporte le Tour. Le Luxembourgeois François Faber termine 2e et Georges Passerieu 3e. La 2e place de Faber constitue le meilleur résultat pour un cycliste étranger sur le tour après la 3e place du Belge Aloïs Catteau en 1905.

Article détaillé : Tour de France 1908
- 30 août : le Français André Trousselier s'impose dans Liège-Bastogne-Liège.

## Football
- Janvier : fondation du premier syndicat de footballeurs professionnels en Angleterre (Sheffield). On retrouve le Gallois de Manchester United Billy Meredith à la tête de ce syndicat dont les premières revendications sont liées aux augmentations de salaires, bloquées depuis déjà plusieurs saisons.
- 1er avril : fondation du club argentin de football  de San Lorenzo, basé à Buenos Aires.
- 12 avril : Madrid FC remporte la Coupe d’Espagne face au Sporting Vigo, 2-1.
- Manchester United champion d’Angleterre avec neuf points d'avance sur ses dauphins. C'est le premier titre des Red Devils. L'ailier gallois Billy Meredith fut l'un des artisans de cette réussite.
- Celtic FC est champion d’Écosse.
- 18 avril : Celtic FC gagne la Coupe d’Écosse en s’imposant en finale face à Saint-Mirren FC, 5-1.
- 25 avril : malgré son statut de modeste équipe de milieu de tableau de D2, Wolverhampton Wanderers FC remporte la Coupe d’Angleterre face à Newcastle UFC, l'équipe anglaise la plus populaire en ce début de siècle. Newcastle domina nettement la partie, mais s'inclina 3-1. Wolves est le premier club de D2 à remporter la Cup depuis la victoire de Notts County FC en 1894.
- 3 mai : Pro Vercelli champion d’Italie.
- 3 mai : le Racing Club de Roubaix est champion de France USFSA.
- 3 mai : le Patronage Olier est champion de France CFI.
- 17 mai : Quick La Haye champion des Pays-Bas en s'imposant 4-1 dans le match décisif pour le titre face à Utile Dulci Deventer.
- 17 mai : H.B.S. remporte la Coupe des Pays-Bas en s'imposant 3-1 face au V.O.C..
- 31 mai : FC Winterthur remporte le Championnat de Suisse.
- 6 juin : début de la première tournée européenne de l'équipe d'Angleterre de football. Les Anglais s'imposent 6-1 à Vienne face à l'Autriche.
- 7 juin : l'USFSA quitte la FIFA! La fédération française préfère quitter la fédération mondiale plutôt que de siéger aux côtés de la Fédération anglaise qui autorise le football professionnel… Pendant six mois, la France n'est plus membre de la FIFA.
- 7 juin : Victoria Berlin champion d’Allemagne.
- Racing Bruxelles champion de Belgique.
- 19 juillet : création du club de football néerlandais Feyenoord par des ouvriers du port de Rotterdam sous le nom de Wilhelmina.
- 11 octobre : Belgrano Athletic champion d'Argentine.
- 24 octobre : à Londres à l'occasion des Jeux olympiques d'été de 1908, le Danemark s'incline 2-0 face à une sélection de Grande-Bretagne Amateurs. Les Britanniques sont champions olympiques.
- Décembre : après le retrait de l'USFSA en juin 1908, la France revient à la FIFA avec le « CFI », ancêtre de l'actuelle Fédération française de football. C'est désormais le CFI qui sélectionne les membres de l'équipe de France.

## Golf
- Le Britannique James Braid remporte le British Open
- L’Américain Fred McLeod remporte l’US Open

## Hockey sur glace
- 15 mai : le Français Louis Magnus organise à Paris le meeting inaugural  de la « ligue internationale de hockey-sur-glace », qui deviendra par la suite la Fédération internationale de hockey sur glace.
- Coupe Magnus : les Patineurs de Paris sont champions de France.
- Les Wanderers de Montréal remportent la Coupe Stanley.

## Jeux olympiques
- Jeux olympiques à Londres dont les compétitions se tiennent entre le 13 juillet et le 29 octobre. Les Jeux doivent se dérouler à Rome, mais au dernier moment la Ville Éternelle renonce. C'est donc au pied levé que Londres accepte l'organisation des jeux qui brillent encore par leur manque d'organisation. 109 épreuves sont au programme dans 21 disciplines.
  - Article de fond : Jeux olympiques d'été de 1908.

## Joute nautique
- Louis Vaillé (dit lou mouton) remporte le Grand Prix de la Saint-Louis à Cette.

## Patinage artistique
- Les Championnats du monde de patinage artistique 1908 qui se tinrent à Troppau (Tchécoslovaquie) furent les premiers à décerner un titre mondial aux couples. Le Suédois Ulrich Salchow et la Hongroise Lily Kronberger remportent les épreuves individuelles tandis que les Allemands Phyllis Johnson et James H. Johnson ouvrent le palmarès des couples.

## Rugby à XIII
- Hunslet remporte la Challenge Cup anglaise.
- Hunslet est champion d’Angleterre.
- South Sydney Rabbitohs remporte la Winfield Cup australienne.

## Rugby à XV
- 18 janvier - 21 mars : tournoi britannique de rugby à XV 1908.
- 14 mars : le pays de Galles remporte le Tournoi britannique de rugby à XV 1908 après avoir gagné son troisième match.
- 5 avril : le Stade français est champion de France en s'imposant 16 à 3 face au Stade bordelais.
- Le Cornwall est champion d’Angleterre des comtés.
- 3 juin ; fondation du Rugby club toulonnais par fusion de trois clubs.

## Tennis
- 18e édition du championnat de France :
  - Le Français Max Decugis s’impose en simple hommes.
  - La Française Kate Gillou s’impose en simple femmes.
- 32e édition du Tournoi de Wimbledon :
  - Le Britannique Arthur Gore s’impose en simple hommes.
  - La Britannique Charlotte Cooper en simple femmes.
- 28e édition du championnat des États-Unis :
  - L’Américain Bill Larned s’impose en simple hommes.
  - L’Américaine Maud B. Wallach s’impose en simple femmes.
- L’Australie remporte la Coupe Davis face aux États-Unis (3-2).

## Naissances
- 3 février : Oddbjørn Hagen, skieur nordique norvégien. († 26 juillet 1982).
- 26 février : Jean-Pierre Wimille, pilote automobile français. († 28 janvier 1949).
- 22 mars : Ernest Liberati, footballeur français
- 3 avril : Willy den Turk, nageuse néerlandaise
- 5 avril : Armand Walter, gymnaste français
- 20 avril : Pierre Korb, footballeur français
- 11 mai : Agustín Sauto Arana, footballeur international espagnol. († 21 août 1986).
- 19 mai : Percy Williams, athlète canadien, champion olympique des 100 et 200 mètres aux Jeux d'Amsterdam en 1928. († 29 novembre 1982).
- 30 mai : André Cheuva, footballeur français
- 2 juin : Marcel Langiller, footballeur français
- 20 juin : Santiago Zubieta, footballeur espagnol. († 3 septembre 2007).
- 6 août : Helen Jacobs, joueuse américaine de tennis. († 2 juin 1997).
- 10 août : Lauri Lehtinen, athlète finlandais. († 4 décembre 1973).
- 27 août : Donald Bradman, joueur australien de cricket. († 25 février 2001).
- 24 septembre : Eddie Hapgood, footballeur anglais.
- 25 septembre : Roger Beaufrand, coureur cycliste français, champion olympique de vitesse en 1928. († 16 mars 2007).
- 17 décembre : Raymond Louviot, cycliste français
- 26 décembre : Walter Steffens, gymnaste allemand (cheval d'arçons), champion olympique par équipes aux Jeux de Berlin en 1936. († 23 août 2006).
- 30 décembre : Jules Vandooren, footballeur français

## Décès
- 24 mai :  Old Tom Morris, golfeur britannique, né le 16 juin 1821.
- 11 juillet :  Friedrich Traun, 32 ans, tennisman allemand. Champion olympique en double avec John Pius Boland aux Jeux d'Athènes 1896. (°29 mars 1876)